# IC 2653
IC 2653 ist ein Doppelstern im Sternbild Löwe, die der Astronom Max Wolf am 27. März 1906 fälschlich als IC-Objekt beschrieb.